# النشيع (ليبيا)
النشيع هي منطقة تقع جنوب شرق مدينة تاجوراء وتبعد عن مركز تاجوراء حوالي 14 كم تقريبًا تعتبر من أصغر مناطق تاجوراء من ناحية المساحة وعدد السكان تحدها شرقًا منطقة بير التركي الواقعة في القره بوللي وشمالاً منطقة غوط الرمان وغربا وادي الربيع وجنوبًا الزطارنة تمتاز هذه المنطقة بأنها مناطق زراعية كبيرة ويتم فيها تربية المواشي ولهذا لا تعتبر منطقة سكنية كبيرة وهي منطقة ريفية وهيا تمتاز بالمنظار القديمه .